# Xã Scott, Quận Scott, Kansas
Xã Scott (tiếng Anh: Scott Township) là một xã thuộc quận Scott, tiểu bang Kansas, Hoa Kỳ. Năm 2010, dân số của xã này là 230 người.